# Tove Nielsen (Schwimmerin)
Tove Nielsen (* 28. März 1917 in Kopenhagen; † 8. November 2002 in Næstved) war eine dänische Schwimmerin.

## Karriere
Nielsen nahm 1936 an den Olympischen Spielen teil. In Berlin erreichte sie über 100 m Rücken das Halbfinale.